# Baden-Baden

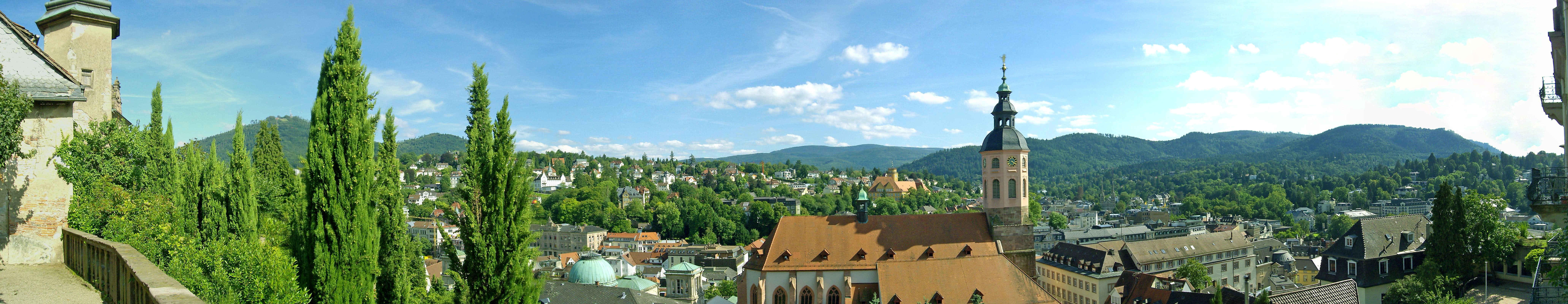
Panorama miasta Baden-Baden widziana z nowego pałacu (Neues Schloss). W lewej części zdjęcia dostrzec można górę (Merkurberg). W centralnej części znajduje się kościół Stiftskirche

Baden-Baden (do 1931 Baden) – uzdrowiskowe miasto na prawach powiatu położone w południowych Niemczech, w zachodniej części kraju związkowego Badenia-Wirtembergia, w rejencji Karlsruhe, w regionie Mittlerer Oberrhein. Najmniejsze ze wszystkich dziewięciu miast na prawach powiatu w kraju związkowym. Baden-Baden wykazuje silne powiązania z północną Alzacją we Francji, do której należało będąc pod zwierzchnictwem francuskim.
31 grudnia 2022 Baden-Baden liczyło 57 025 mieszkańców.

## Nazwa
W Baden-Baden odbywają się liczne festiwale. Do 1931 roku nazywało się po prostu Baden, często mówiono jednak Baden in Baden (pol. „Baden w Badenii”), którą to nazwę skrócono wtedy do Baden-Baden. W 1997 roku Międzynarodowy Komitet Olimpijski nadał Baden-Baden status „miasta olimpijskiego”.

## Geografia
Baden-Baden leży na skraju północnego Schwarzwaldu, w dolinie małej rzeki Oos, która ok. 13 km dalej, pod Rastatt wpływa do rzeki Murg. Wschodnie części miasta leżą na zboczach Schwarzwaldu, południowo-zachodnie – na Nizinie Górnoreńskiej (Oberrheinisches Tiefland).

## Historia
Pierwsze ślady działalności człowieka pochodzą z IX wieku p.n.e., ale na znaczeniu miasto zyskało wraz z przybyciem Rzymian. Źródła podają, że w 712 roku obszar wokół miasta został podarowany przez króla Merowingów Dagoberta III klasztorowi w Weißenburgu. Hrabia Herman II z rodu Zähringen wszedł w posiadanie okolicznych terenów w XII wieku poprzez małżeństwo i przyjął tytuł margrabiego Badenii. Prawa miejskie Baden-Baden otrzymało około roku 1250.
Koleje historii spowodowały, że miasto po podzieleniu marchii badeńskiej stało się rezydencją katolickiej linii władców. Marchia została ponownie złączona dopiero w 1771 roku, kiedy wygasła katolicka linia z Baden, a jej państwo przejęła protestancka linia Baden-Durlach, która swoją siedzibę miała w Karlsruhe. Baden-Baden pozostało jednak siedzibą urzędów dla całej okolicy.
Wskutek palatyńskiej wojny o sukcesję wojska francuskie spaliły 24 sierpnia 1689 roku miasto. Znaczenie odzyskało ponownie pod koniec XVIII wieku, kiedy stało się modne jako kurort. Goście z wyższych sfer sprawili, że do Baden-Baden przylgnęło miano letniej stolicy Europy. Powstały liczne luksusowe hotele, kasyno (w latach 1810–1811) i dom uzdrowiskowy (1821–1824). Od 1858 roku w pobliskim Iffezheim odbywają się międzynarodowe wyścigi konne.
W 1863 utworzono powiat Baden, w którego skład weszły dotychczasowe okręgi Achern, Baden-Baden, Bühl, Rastatt i Gernsbach. Rozwiązano go w roku 1924, ale w 1939 roku miasto zyskało status miasta na prawach powiatu.
Po II wojnie światowej miasto zostało siedzibą francuskich władz okupacyjnych. Wyborowi sprzyjał brak zniszczeń wojennych i rozpoznawalność miejscowej ruletki. W tym okresie zainstalowano również rozgłośnię radiową Südwestfunk, która działa również po połączeniu w Südwestrundfunk. Miasto uzyskało w 1992 roku Niemiecką Nagrodę Medialną (Deutscher Medienpreis).

## Transport
W mieście znajduje się stacja kolejowa Baden-Baden oraz kolej linowo-terenowa Merkurbergbahn. W latach 1949–1971 w Baden-Baden kursowały trolejbusy.

## Współpraca
Miejscowości partnerskie:
- Mentona, Francja od 1961
- Moncalieri, Włochy od 1990
- Freital, Saksonia od 1990
- Karlowe Wary, Czechy od 1998

Baden-Baden
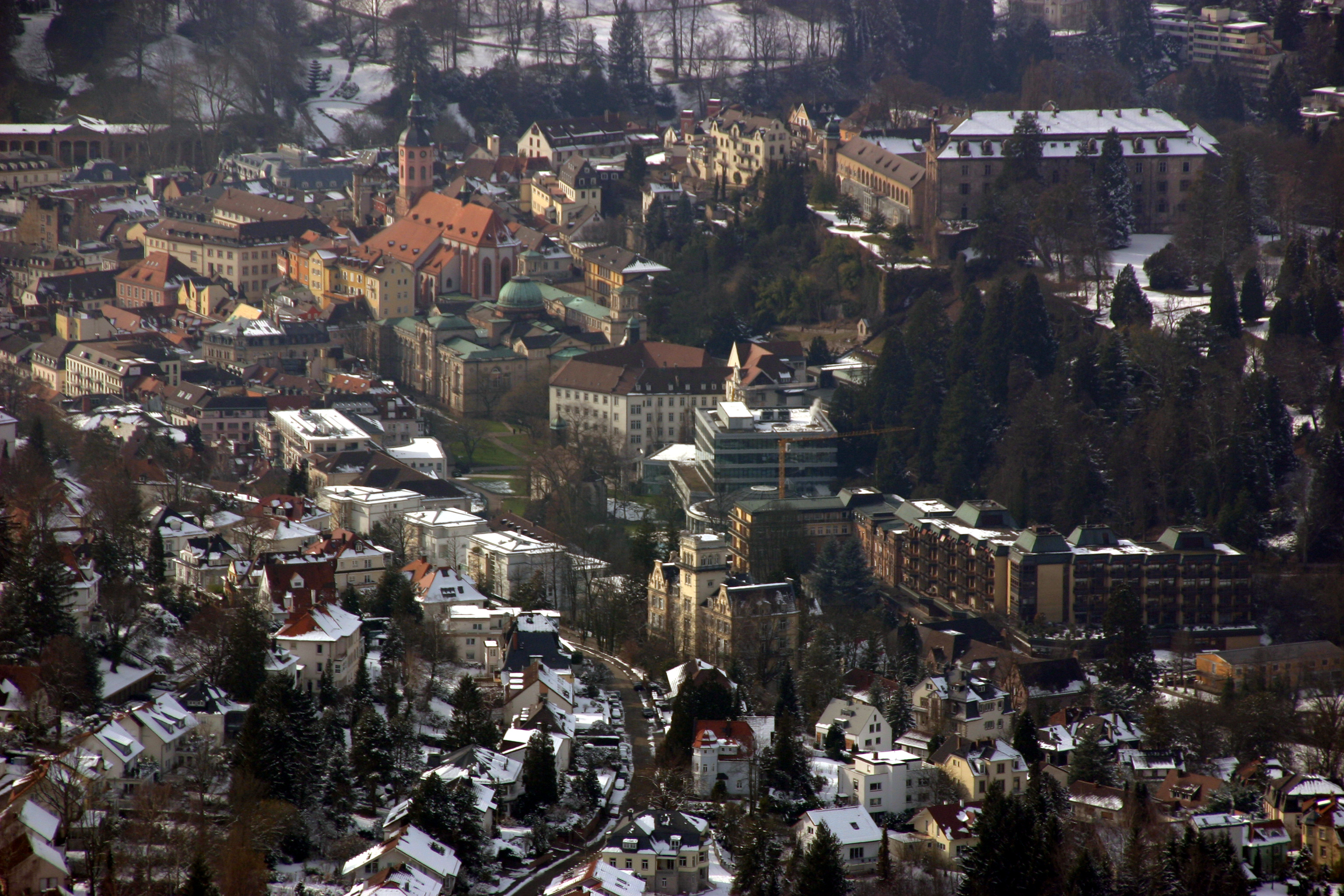
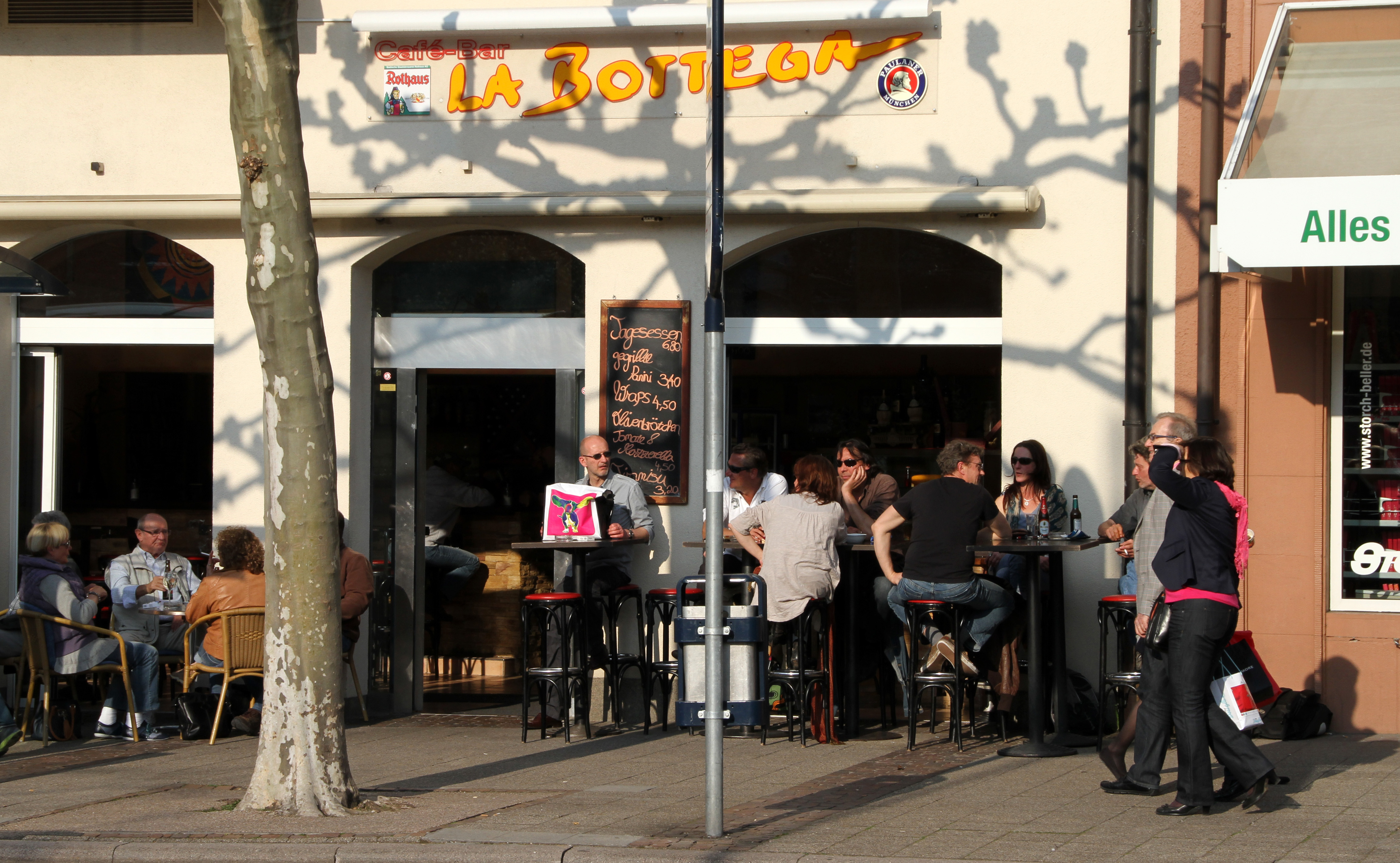
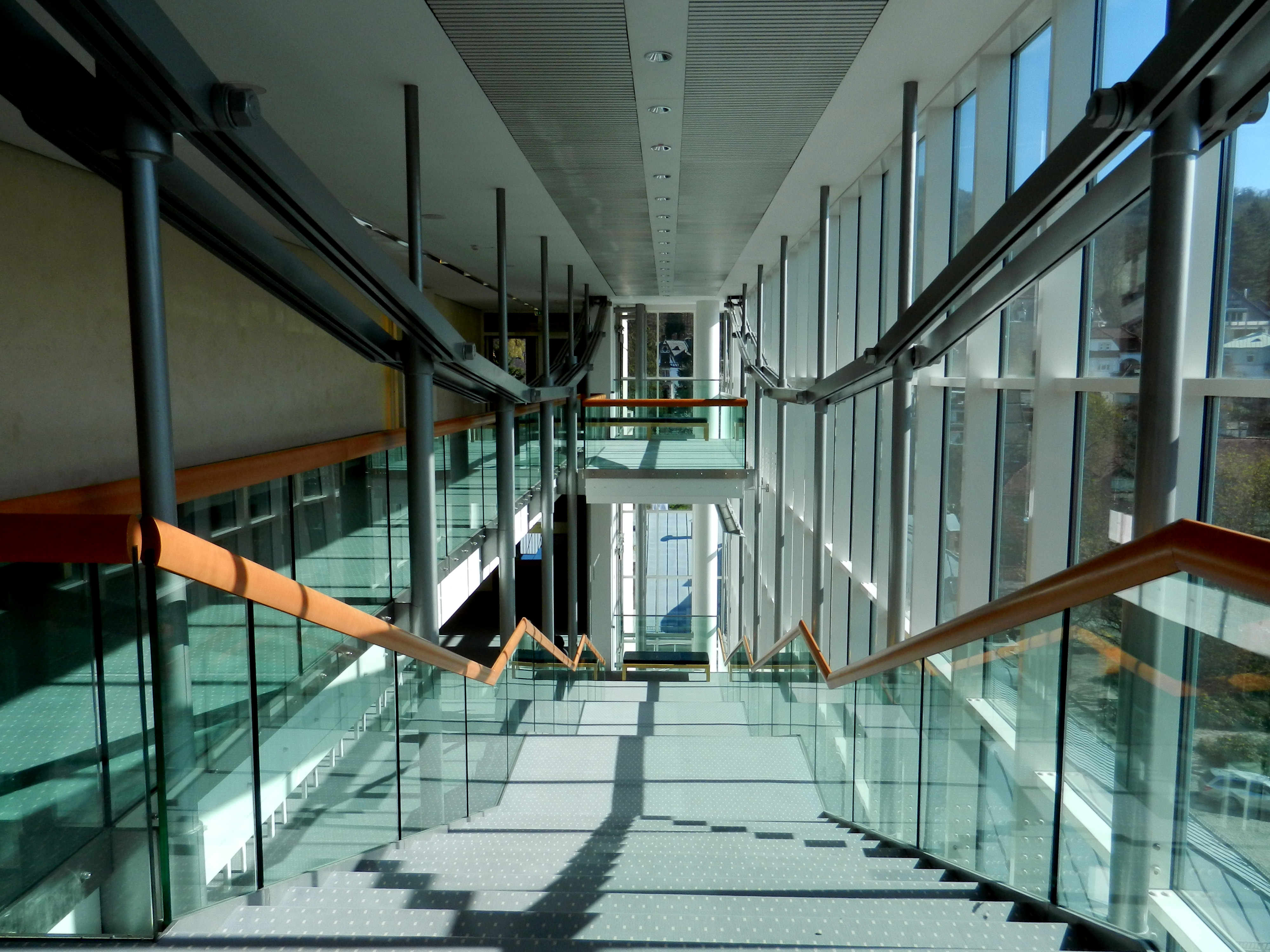
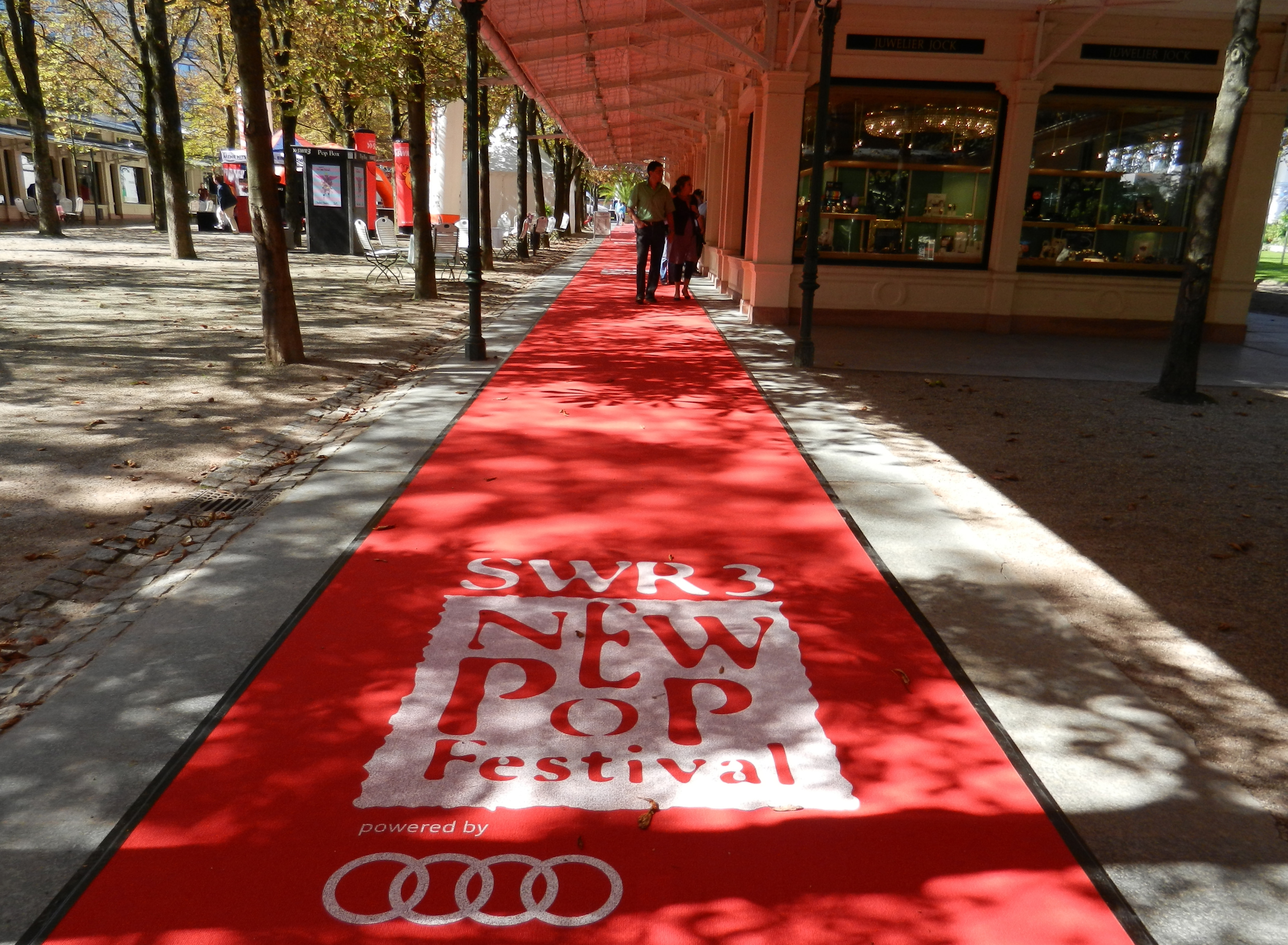
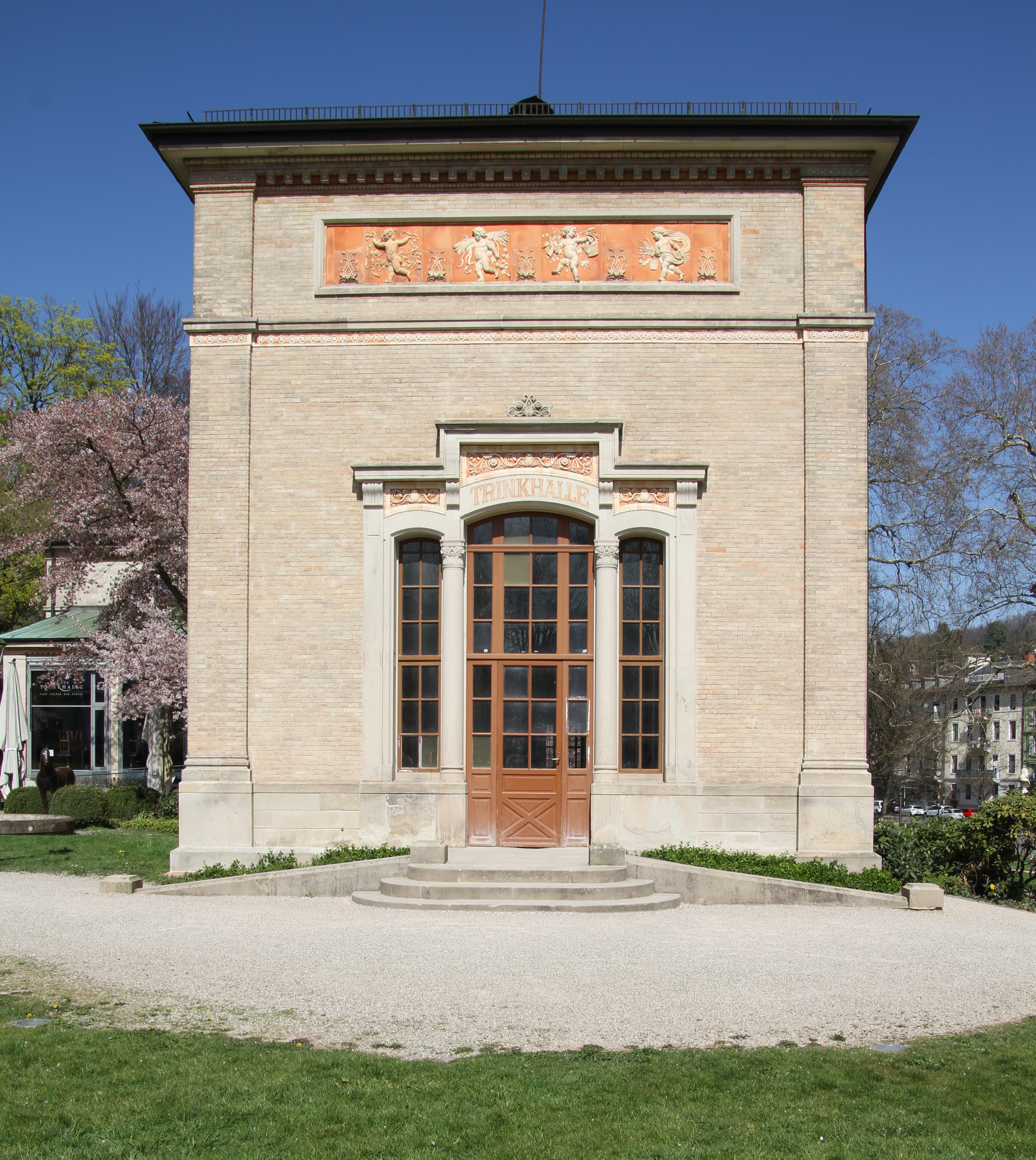
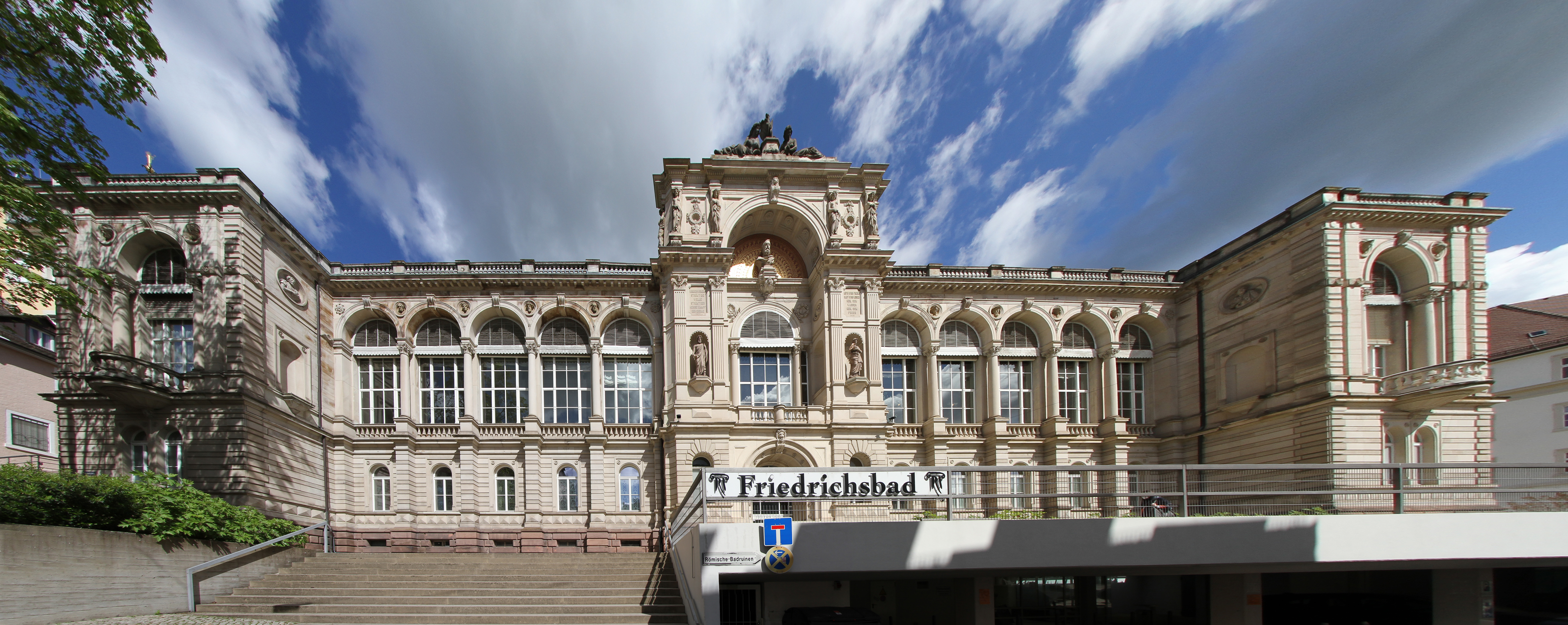
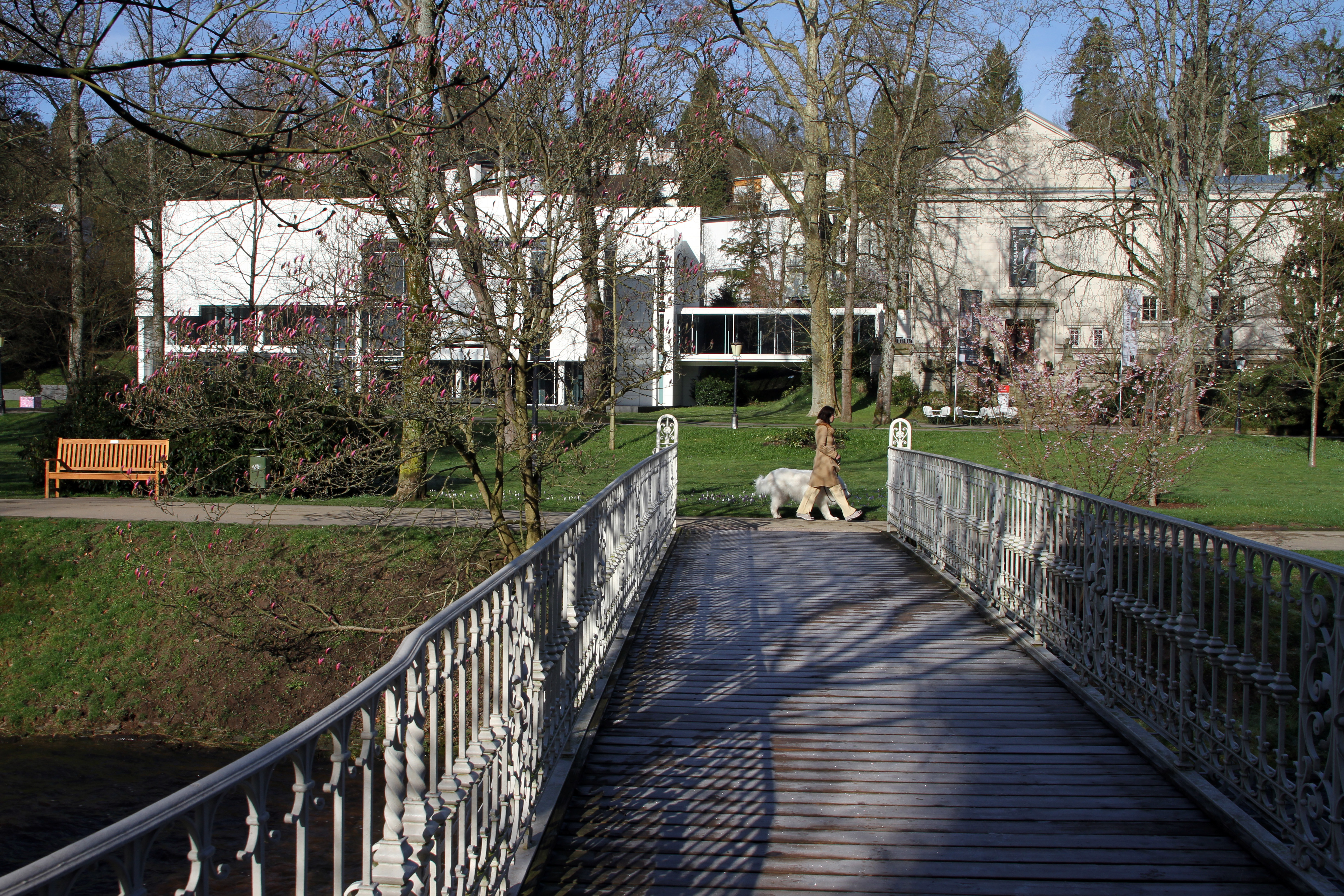
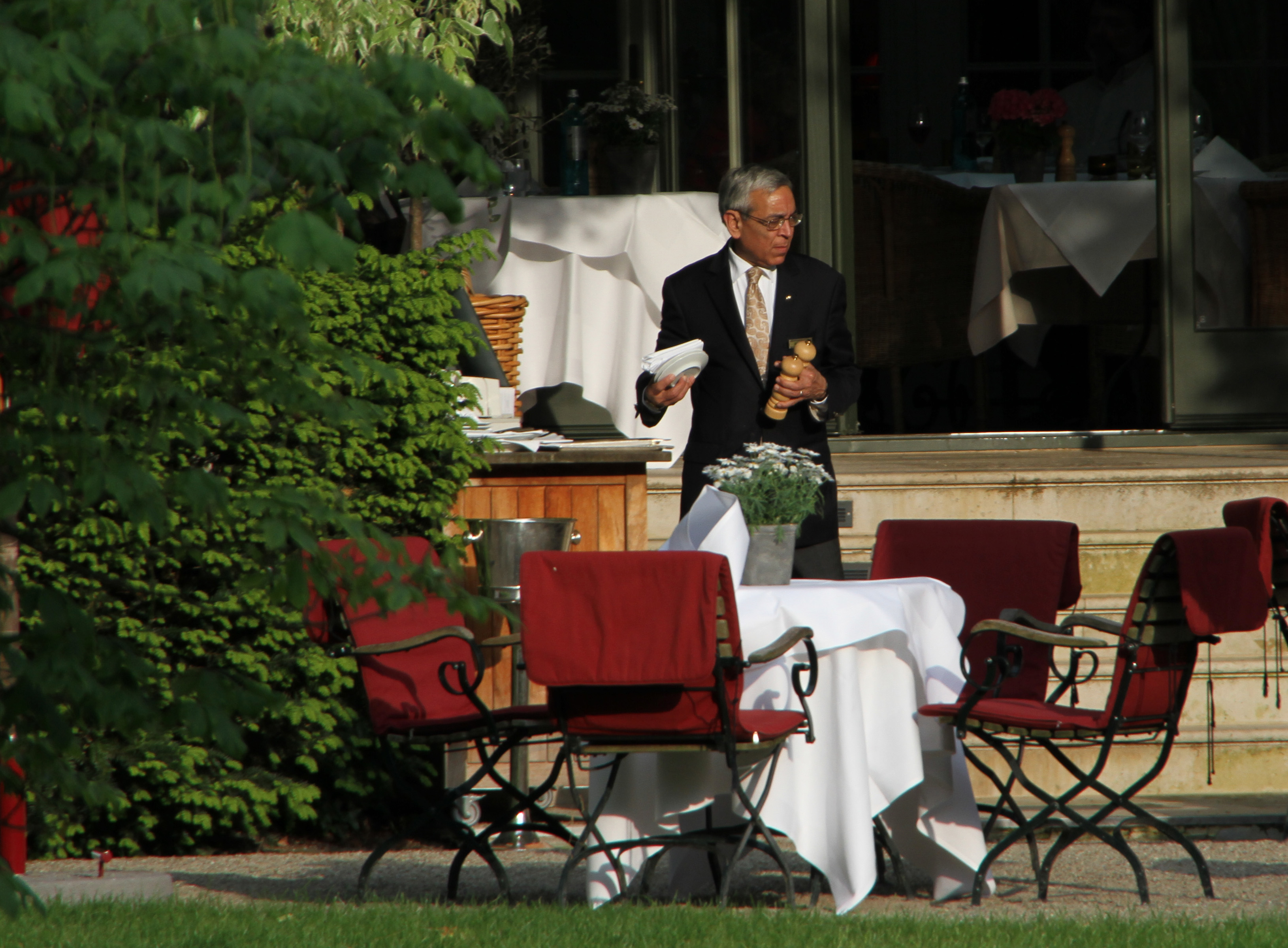
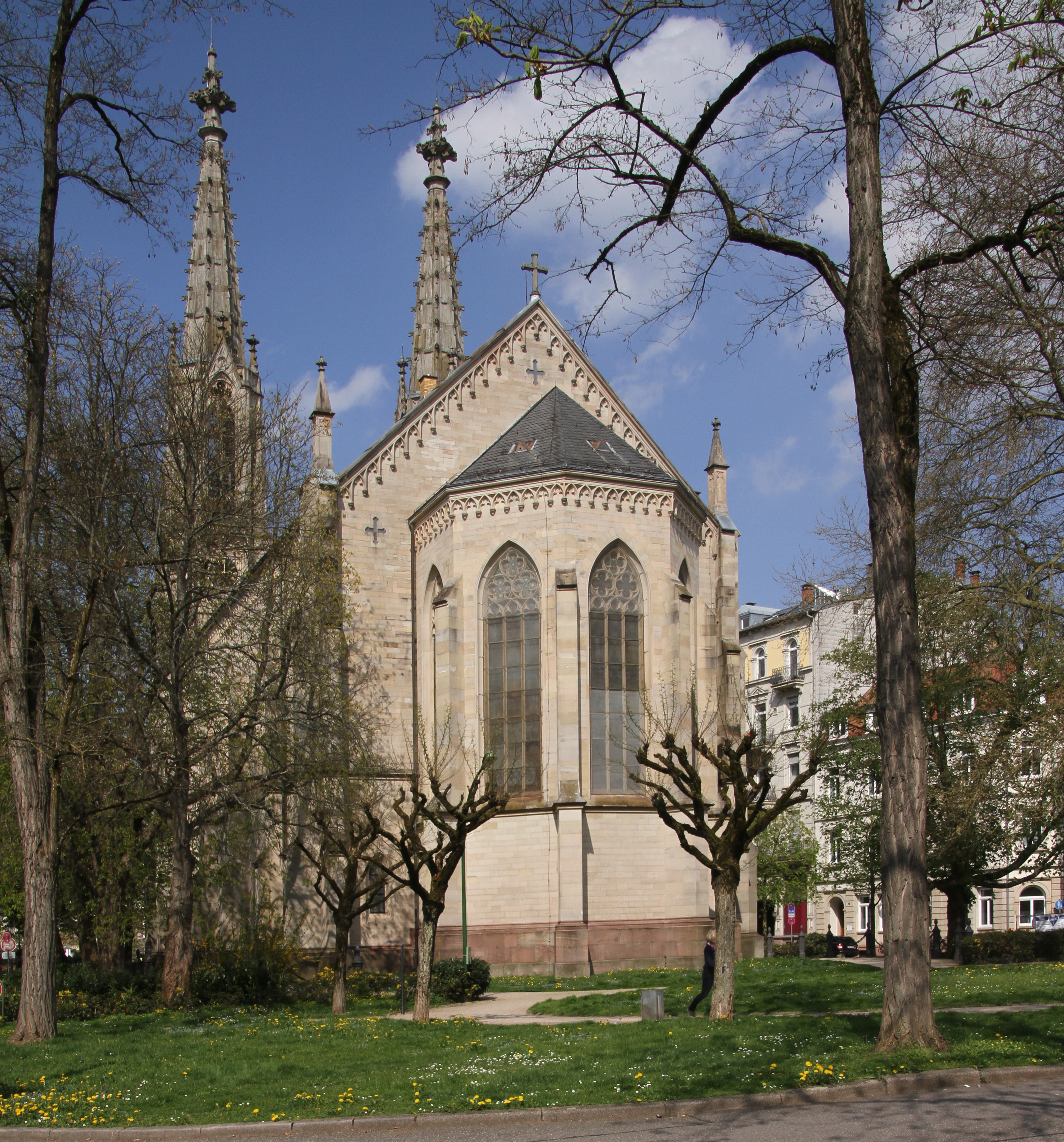
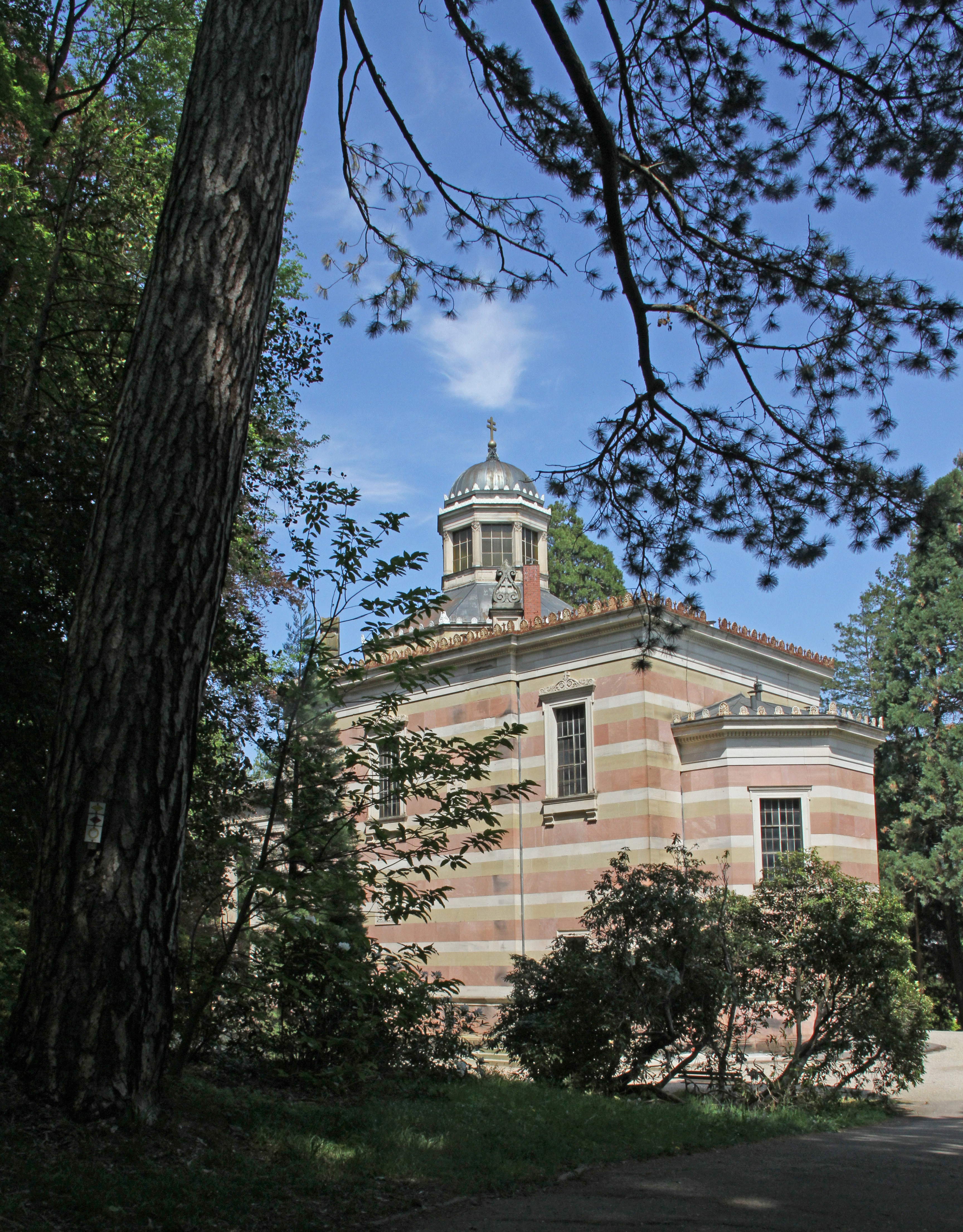
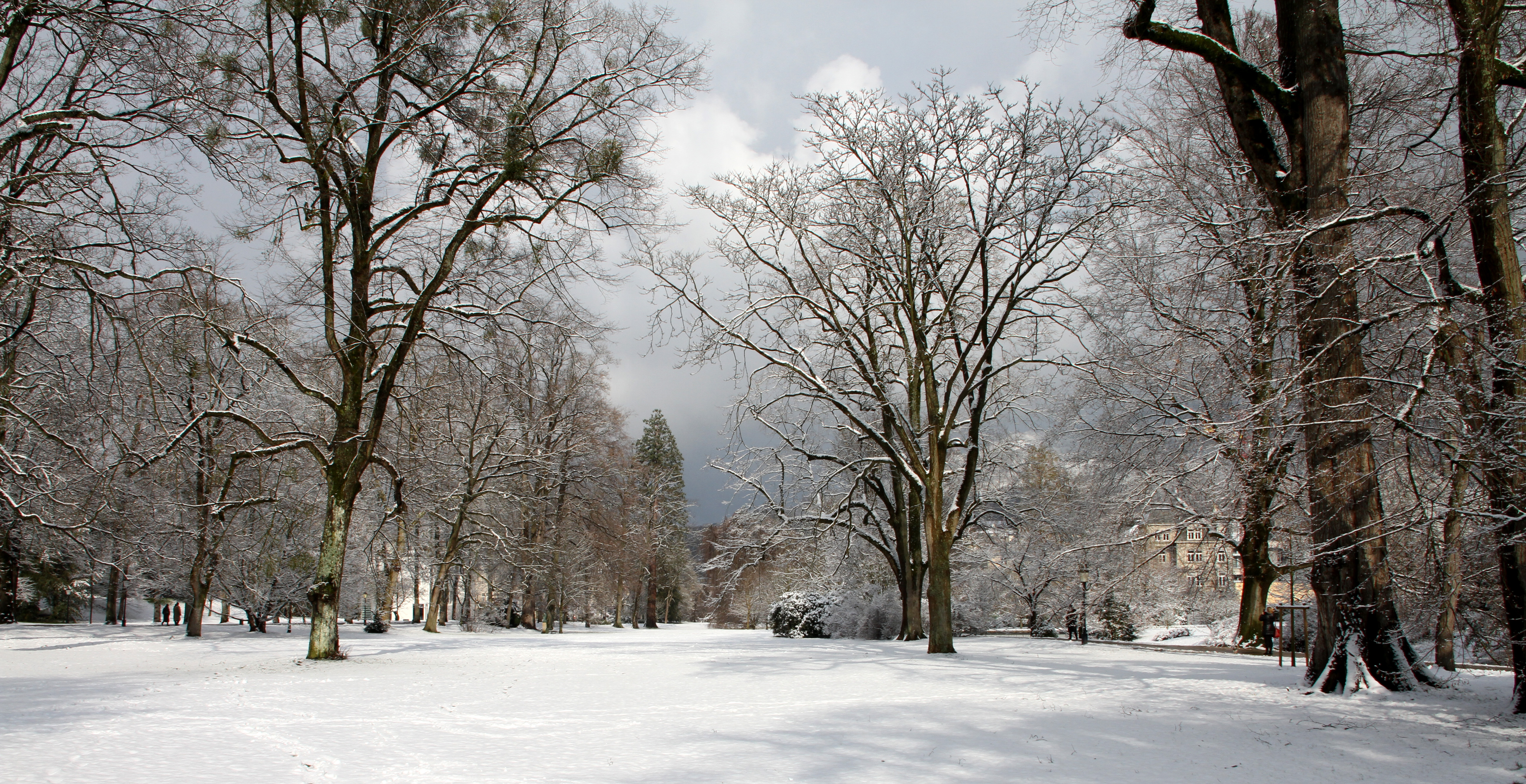
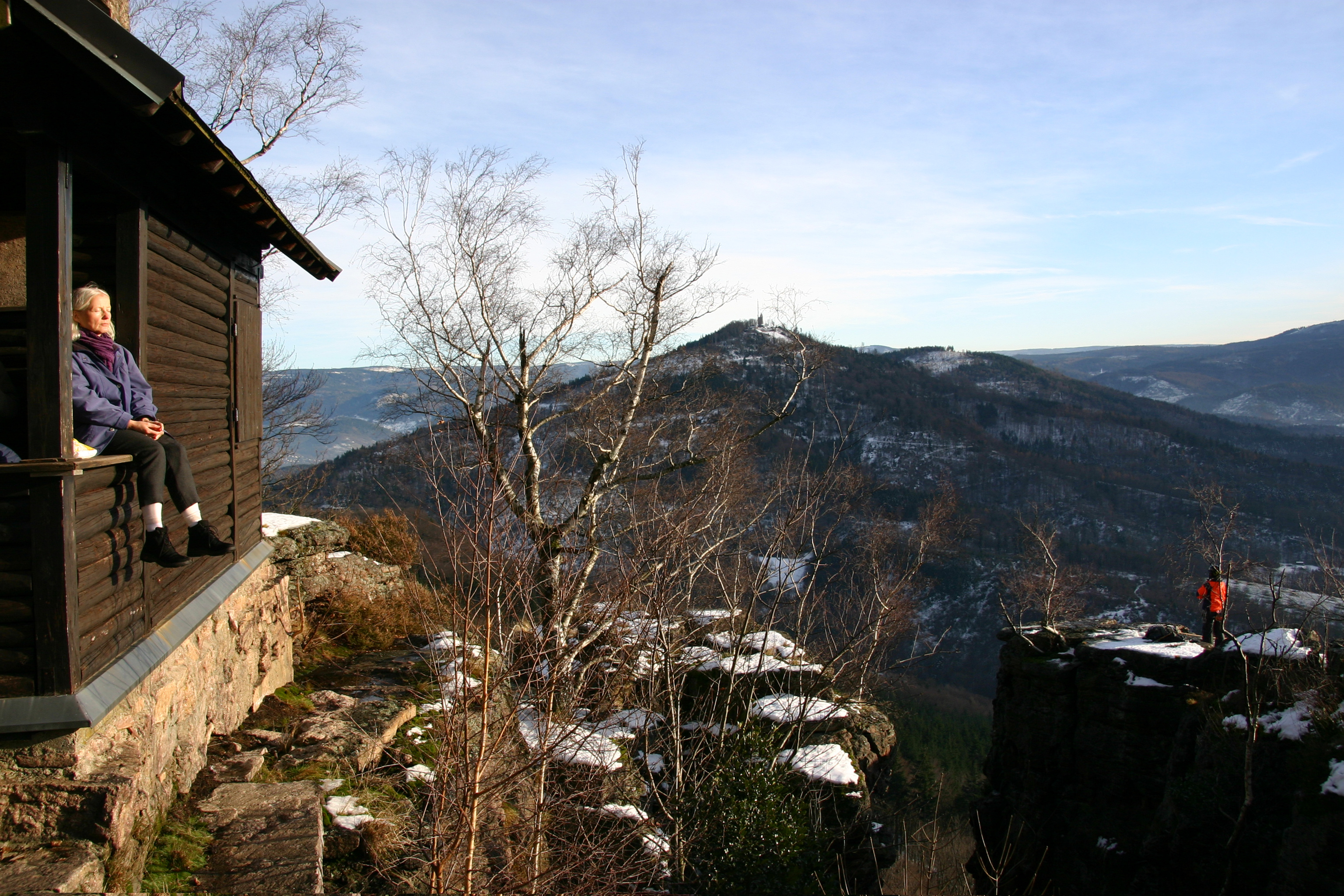

- Jałta, Ukraina od 2000
- Soczi, Rosja od 2012